# 东井集站
东井集站位于河北省阳原县东井集镇，是大秦铁路的一座火车站，等级为四等站，距大同站86公里，距秦皇岛站567公里，本站及相邻上下行区间均为电气化区段。大秦铁路为煤运铁路，全线不办理客运业务。